# Абдулразак, Исхак
Исхак Абдулразак (англ. Ishaq Abdulrazak; род. 5 мая 2002, Кадуна) — нигерийский футболист, полузащитник бельгийского клуба «Андерлехт».

## Клубная карьера
Является воспитанником нигерийской футбольной академии «Юнити». В начале 2020 года прибыл на просмотр в шведский «Норрчёпинг», с которым тренировался на протяжении нескольких недель. В результате чего подписал с клубом контракт.
Дебютировал в чемпионате Швеции 17 июня 2020 года в гостевой встрече с АИКом. Абдулраззак появился на поле на 86-й минуте, заменив Карла Бьёрка. 19 июля на 84-й минуте встречи с «Сириусом» нигериец забил свой первый мяч в профессиональной карьере, однако, это не спасло его команду от поражения в матче (2:4).
Летом 2022 года перешёл в бельгийский «Андерлехт», подписав с клубом четырёхлетний контракт.
5 августа 2023 года перешёл на правах аренды в шведский «Хеккен».

## Клубная статистика
| Выступление      | Выступление      | Выступление      | Лига | Лига | Кубки | Кубки | Конт. кубки | Конт. кубки | Итого | Итого |
| Клуб             | Лига             | Сезон            | Игры | Голы | Игры  | Голы  | Игры        | Голы        | Игры  | Голы  |
| ---------------- | ---------------- | ---------------- | ---- | ---- | ----- | ----- | ----------- | ----------- | ----- | ----- |
| Норрчёпинг       | Аллсвенскан      | 2020             | 15   | 2    | 1     | 0     | 0           | 0           | 16    | 2     |
| Норрчёпинг       | Аллсвенскан      | 2021             | 30   | 0    | 4     | 0     | 0           | 0           | 34    | 0     |
| Норрчёпинг       | Аллсвенскан      | 2022             | 10   | 0    | 4     | 0     | 0           | 0           | 14    | 0     |
| Норрчёпинг       | Итого            | Итого            | 55   | 2    | 9     | 0     | 0           | 0           | 64    | 2     |
| Всего за карьеру | Всего за карьеру | Всего за карьеру | 55   | 2    | 9     | 0     | 0           | 0           | 64    | 2     |